# Rue Théodore-Lenotre
La rue Théodore-Lenotre est une voie de Toulouse, chef-lieu de la région Occitanie, dans le Midi de la France.

## Situation et accès

### Description
La rue Théodore-Lenotre est une voie publique. Elle se trouve dans le quartier de la Roseraie, dans le secteur 4 - Est.
Elle naît perpendiculairement à la route d'Agde, au carrefour de l'avenue Marcel-Doret, qu'elle reçoit à gauche. Rectiligne, orientée au nord-ouest, elle est longue de 368 mètres.
La chaussée compte une seule voie de circulation à sens unique, depuis la rue Ernest-Feydeau vers la route d'Agde. Elle appartient à une zone 30 et la vitesse y est limitée à 30 km/h. Il n'existe ni bande, ni piste cyclable, quoiqu'elle soit à double-sens cyclable.

### Voies rencontrées
La rue Théodore-Lenotre rencontre les voies suivantes, dans l'ordre des numéros croissants (« g » indique que la rue se situe à gauche, « d » à droite) :
1. Avenue Marcel-Doret (g)
2. Route d'Agde (d)
3. Avenue de la Roseraie
4. Impasse Théodore-Lenotre (d)
5. Rue des Orchidées (g)
6. Rue des Primevères (g)
7. Impasse du Jura (d)
8. Rue des Capucines (g)
9. Impasse Gérard-de-Nerval (d)
10. Rue des Pervenches (g)
11. Rue des Balsamines (g)
12. Rue Ernest-Feydeau (d)

### Transports
La rue Théodore-Lenotre n'est pas directement desservie par les transports en commun Tisséo. Elle est cependant parallèle à l'avenue du Président-Gaston-Doumergue, parcourue par la ligne de bus 19. Elle se trouve également à proximité de la place de la Roseraie, où débouche la station de métro du même nom, sur la ligne de métro , ainsi que le terminus de la ligne de bus 36.
Les stations de vélos en libre-service VélôToulouse les plus proches de la rue Théodore-Lenotre sont les stations no 178 (face 100 avenue Yves-Brunaud) et no 216 (3 rue Jean-Houdon). À la fin de 2024, à la suite de la décision d'implanter 117 nouvelles stations dans la Métropole, une nouvelle station de vélos en libre-service sera installée en face du 4 Place Rosine Bet. Travaux en cours à mi-septembre 2024.

## Odonymie

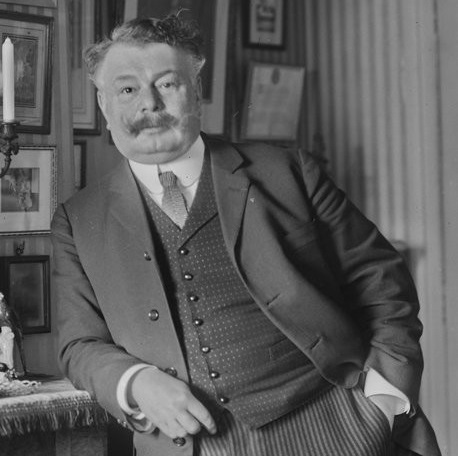
Portrait de Théodore Gosselin (1909, agence Rol).

La rue porte le nom de Théodore Gosselin (1855-1935), né en 1855 au château de Pépinville situé sur la commune de Richemont (Moselle), historien et écrivain français, qui prit le nom de plume de G. Lenotre – il est supposé être l'arrière petit-neveu d'André Le Nôtre, jardinier du roi Louis XIV. Il grandit à Metz, qu'il quitte pour Paris après l'annexion de l'Alsace-Lorraine à la suite de la guerre franco-allemande de 1870 et du traité de Francfort de 1871. Employé des douanes, il collabore cependant à diverses revues littéraires. Il s'intéresse particulièrement à l'histoire de la Révolution française, dont il s'attache à faire le récit à travers la petite histoire. En 1932, il est élu à l'académie française.

## Histoire

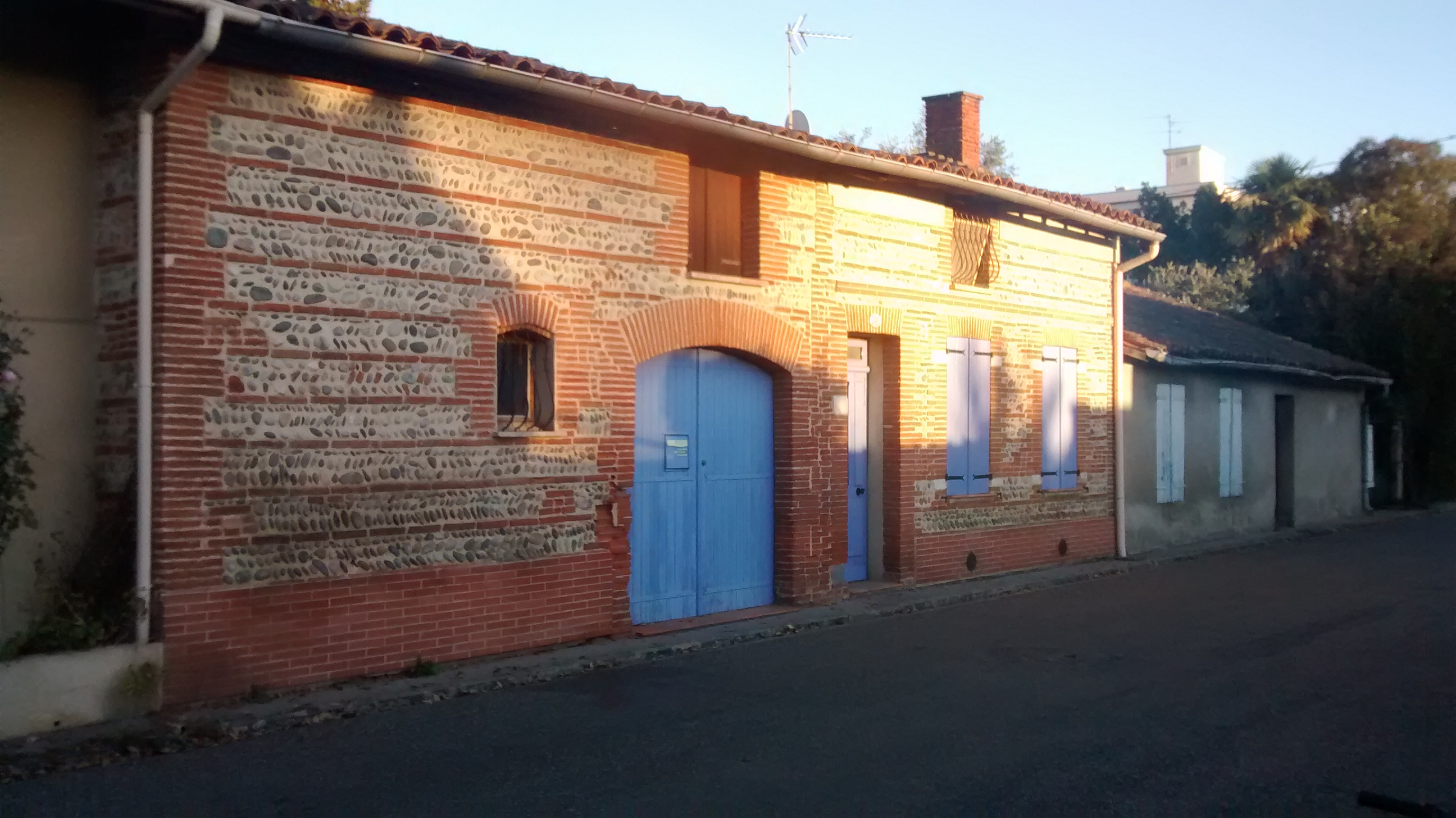
ancien no 38 : une ancienne ferme maraîchère, démolie en 2018.

Au XIXe siècle, il existe un chemin qui, partant de la route de Lavaur (actuelle route d'Agde), dessert le domaine agricole de la ferme de Michoun (emplacement de l'actuel jardin Michoun, no 70 chemin Michoun). Il est bordé de plusieurs fermes maraîchères, disposées parallèlement au chemin (actuel no 22 et ancien no 38), et de maisons (actuel no 44).
En 1930, la Société immobilière toulousaine pour l'extension et l'embellissement de la ville (S.I.T.E.E.V.) est constituée pour l'aménagement et l'urbanisation des nouveaux quartiers de la Roseraie et de Jolimont. Le quartier de la Roseraie est délimité par la rue de Caumont et le chemin des Argoulets à l'est, l'avenue de Lavaur au sud, l'avenue Joseph-Le Brix et le chemin Michoun à l'ouest, l'avenue de la Roseraie, la route d'Agde au nord. En 1937, la nouvelle rue Théodore-Lenotre reçoit son nom et elle est élargie, afin de desservir le quartier.

## Patrimoine et lieux d'intérêt
- no  13 : maison (deuxième moitié du XXe siècle)[4].
- no  22 : maison fin XX siècle..